# Außer-Wiesenbach
Außer-Wiesenbach ist eine Ortschaft und als Außerwiesenbach eine Katastralgemeinde der Gemeinde St. Veit an der Gölsen im Bezirk Lilienfeld in Niederösterreich.

## Geografie
Die Katastralgemeinde befindet sich südlich der Gölsen und wird vom Wiesenbach durchflossen, der bei Wiesenfeld in die Gölsen einmündet. Die Streusiedlung Außer-Wiesenbach besteht aus den Lagen Brandstädter, Brillergraben, Fußthaler, Großweihrer, Hasen-Wirtshaus, Hasenmühle, Hochreiter, Hofbauer, Kreutztal, Maierhofer, Oberhauser, Rinebacher, Schweighofer, Staffhütte und, Weghofer. Im Süden schließt die Katastralgemeinde Inner-Wiesenbach an.

## Siedlungsentwicklung
Zum Jahreswechsel 1979/1980 befanden sich in der Katastralgemeinde Außerwiesenbach insgesamt 85 Bauflächen mit 52.300 m² und 94 Gärten auf 244.946 m², 1989/1990 gab es 88 Bauflächen. 1999/2000 war die Zahl der Bauflächen auf 316 angewachsen und 2009/2010 bestanden 184 Gebäude auf 325 Bauflächen.

## Geschichte
Im Jahr 1822 wurde der Ort zusammen mit Innerwiesenbach als Amt genannt und mit 65 zerstreuten Häusern beschrieben, die nach St. Veit eingepfarrt waren, wohin auch die Kinder eingeschult wurden. Die Herrschaft Kreisbach besaß die Ortsobrigkeit und die Herrschaft Lilienfeld übte die Landgerichtsbarkeit aus und besorgte die Konskription. Die Untertanen und Grundholde gehörten den Herrschaften Lilienfeld, Kreisbach, Hohenberg, Schönbichl und Göttweig.
Laut Adressbuch von Österreich waren im Jahr 1938 in Außer-Wiesenbach ein Gastwirt, ein Gemischtwarenhändler, ein Schuster und zahlreiche Landwirte ansässig. Zudem gab es ein Kalkwerk.

## Bodennutzung
Die Katastralgemeinde ist landwirtschaftlich geprägt. 533 Hektar wurden zum Jahreswechsel 1979/1980 landwirtschaftlich genutzt und 689 Hektar waren forstwirtschaftlich geführte Waldflächen. 1999/2000 wurde auf 446 Hektar Landwirtschaft betrieben und 788 Hektar waren als forstwirtschaftlich genutzte Flächen ausgewiesen. Ende 2018 waren 410 Hektar als landwirtschaftliche Flächen genutzt und Forstwirtschaft wurde auf 799 Hektar betrieben. Die durchschnittliche Bodenklimazahl von Außerwiesenbach beträgt 23,6 (Stand 2010).